# جون دبليو. مون
جون دبليو. مون (بالإنجليزية: John W. Moon) هو سياسي أمريكي، ولد في 18 يناير 1836 في يبسيلانتي في الولايات المتحدة، وتوفي في 5 أبريل 1898 في مسكيغون في الولايات المتحدة. حزبياً، نشط في الحزب الجمهوري. وقد انتخب عضو مجلس ولاية ميشيغان وانتخب عضو مجلس النواب الأمريكي.